# The Grand Wazoo
The Grand Wazoo je studiové album amerického rockového kytaristy, multiinstrumentalisty a zpěváka Franka Zappy, vydané v prosinci roku 1972. Jedná se o druhé studiové album, které v tom roce vyšlo. Jako většinu svých alb si ho sám produkoval.

## Seznam skladeb
Všechny skladby napsal(i) Frank Zappa. 
| Strana 1 | Strana 1                                   | Strana 1 |
| Pořadí   | Název                                      | Délka    |
| -------- | ------------------------------------------ | -------- |
| 1.       | For Calvin (And His Next Two Hitch-Hikers) | 6:06     |
| 2.       | The Grand Wazoo                            | 13:20    |

| Strana 2 | Strana 2                  | Strana 2 |
| Pořadí   | Název                     | Délka    |
| -------- | ------------------------- | -------- |
| 1.       | Cletus Awreetus-Awrightus | 2:57     |
| 2.       | Eat That Question         | 6:42     |
| 3.       | Blessed Relief            | 8:00     |

## Sestava
- Frank Zappa – kytara, perkuse, zpěv
- Mike Altschul – dřevěné nástroje
- Bill Byers – pozoun
- Chunky (Lauren Wood) – zpěv
- Lee Clement – perkuse
- George Duke – klávesy, zpěv
- Earl Dumler – dřevěné nástroje
- Aynsley Dunbar – bicí
- Tony Duran – kytara
- Erroneous (Alex Dmochowski) – baskytara
- Alan Estes – perkuse
- Janet Neville-Ferguson – zpěv
- Fred Jackson, Jr. – dřevěné nástroje
- Sal Marquez – baskytara, trubka, zpěv
- Joanne Caldwell McNabb – zpěv, dřevěné nástroje
- Malcolm McNabb – pozoun, roh, trubka
- Tony Ortega – dřevěné nástroje
- Joel Peskin – saxofon, dřevěné nástroje
- Don Preston – Mini Moog
- Johnny Rotella – dřevěné nástroje
- Ken Shroyer – pozoun
- Ernie Watts – tenor saxofon, dřevěné nástroje
- Robert Zimmitti – perkuse
- Gerry Sack - tamburína